# Paula Parisot
Paula Parisot é uma artista visual e escritora brasileira,  seu trabalho é fundamentalmente interdisciplinar, uma vez que une literatura, pintura, desenho, performance e vídeo.
Nasceu no Rio de Janeiro. Formou-se em Desenho Industrial na PUC-Rio. Foi bolsista na New School University, em Nova York, onde fez mestrado em Belas Artes. Leitora de Rubem Fonseca, tornou-se discípula e amiga do escritor.
Seu primeiro livro, A dama da solidão, foi finalista do prêmio Jabuti na categoria Conto.
Participou da Bienal do Mercosul (2020) e da BienalSur (2021).
Paula Parisot é a criadora, roteirista, diretora e apresentadora da série de televisão A Crucigramista (canal ARTE1 - Brasil | canal 22 - Mexico apresentada pelo Museo Universitario Del Chopo).  As duas temporadas  “América Invertida” e “America Feminizada” utilizam a linguagem e a lógica dos jogos de palavras-cruzadas para traçar um panorama da arte e da cultura na América Latina.
Atualmente (2023) Paula Parisot vive entre Buenos Aires e São Paulo.

## Obras
- 2007 - A dama da solidão (Companhia das Letras) - contos
- 2010 - Gonzos e parafusos (Leya) - romance
- 2013 - Partir (Tordesilhas) - romance[4]
- 2013 - La invención de La Realidad (ediciones Cal y Arena) coletânea de contos[4]
- 2024 - Muyerengué (editorial Guadal - El gato hojalata) infantil

## TV
- A crucigramista - America Invertida, 2018 (ARTE1)
- A crucigramista - America Feminizada, 2019 (ARTE1)

## Bienais
- 2020  Bienal do Mercosul
- 2021 Bienal Sur